# Elisabeth Wærn-Bugge
Gustava Elisabeth Wærn-Bugge, född 8 augusti 1868 i Billingsfors, Älvsborgs län, död 20 februari 1951, var en svensk författare.

## Biografi
Elisabeth Wærn-Bugge var dotter till bruksägare Wilhelm Wærn och Ebba Malmborg samt 1896–1905 gift med skeppsredare Dagfinn Bugge. Hon var mor till arkitekten Ingeborg Wærn Bugge samt till överingenjören Thorild Wærn-Bugge.
Efter avgångsexamen från elementarskola 1885 studerade Wærn musik för Robertine Bersén i Göteborg, Agathe Backer-Grøndahl i Kristiania, Ferruccio Busoni i Berlin, akvarellmålning för Anna Gardell-Ericson och teckning vid Göteborgs musei målarskola och mönsterkomposition vid kvinnliga industriskolan i Kristiania.
Wærn-Bugge var föreståndare för föreningen Konstflitens försäljningsmagasin i Göteborg 1906, direktris och styrelseledamot för Växtfärgsaktiebolagets färgeri där 1908, direktris för Nya AB Svensk Konstslöjdutställning Selma Giöbel i Stockholm 1911 och föreståndare för föreningen Svensk Hemslöjds permanenta utställningsexpedition 1912.
Elisabeth Wærn-Bugge var intresserad av socialpolitiskt folkbildningsarbete, ledamot av Liberala valmansförbundets centralstyrelse i Göteborg 1908, styrelseledamot i Kvinnornas politiska rösträttsförening i Göteborg och Stockholm, ordförande i Stockholms kvinnliga fredsförening och ledamot av centralstyrelsen för Internationella kvinnoförbundet för fred och frihet. Hon höll föreläsningar i kvinno-, hemslöjds-, politiska och konsthistoriska ämnen.

### Skönlitteratur
- Från bruksbackar och herrgårdssalonger. Stockholm: Wahlström & Widstrand. 1925. Libris 1484743
- Familjens skamfläck. Stockholm: Wahlström & Widstrand. 1926. Libris 1337748
- Herrskap. Stockholm: Wahlström & Widstrand. 1926. Libris 1337750
- Ragnarök. Stockholm: Wahlström & Widstrand. 1927. Libris 1337753
- Till tredje och fjärde led : en ättesägen från obygderna. Stockholm: Åhlén & Åkerlund. 1928. Libris 1337754

### Varia
- Hemslöjdens betydelse för folket. Konstflitens meddelande ; 1. Göteborg. 1906. Libris 3193602
- Handbok i färgning med växtämnen på ylle : en ledning vid färgning i hemmen. Stockholm: Ljus. 1913. Libris 1641113
- Hemmets vävbok. Hemmets handböcker; 2. Uppsala. 1914. Libris 3193601
- Hemslöjden i småbrukarhemmen. Den mindre jordbrukarens handbok, 99-1244629-1 ; 4. Stockholm: Sv. andelsförl. 1915. Libris 1634262
- Krigets läxa. Stockholm: Wilhelmsson. 1918. Libris 1661216
- En gammal herrgård : Baldersnäs  : Carl Fredrik Wærn  : familjepapper ur Baldersnäs arkiv. Stockholm. 1920. Libris 416981
- Huru vinna trygghet inom nationernas förbund? : Kvinnornas internationella förbunds för fred och frihet synpunkter. Kvinnornas Fredsförbund ; 4. Stockholm: Sv. andelsförl. 1920. Libris 1651997
- Vila och vandringar i Södern. Stockholm: Sv. andelsförl. 1921. Libris 1484745
- God ton : etikett och umgängesformer / av Cérémonieuse. W. & W:s handböcker ; 96. Stockholm: Wahlström & Widstrand. 1927. Libris 3193599
- Hemmets inredning : praktiska råd och vinkar. W. & W:s handböcker ; 95. Stockholm: Wahlström & Widstrand. 1927. Libris 1337749
- Huskurer och råd vid sjukdomsfall. W. & W:s handböcker ; 94. Stockholm: Wahlström & Widstrand. 1927. Libris 1337751 - Anonymt.
- Kronan bland Svea rikes länder. Stockholm: Wahlström & Widstrand. 1927. Libris 1337752
- Det omstridda arvet : utblickar över Palestina av i dag. Stockholm: Norstedt. 1931. Libris 1365750
- Rosengull 1934 : en samling sagor. Stockholm: Folkskolans barntidning. 1934. Libris 11907556 - Tillsammans med flera författare.